# Красний Октябрь (Липецький район)
Красний Октябрь (рос. Красный Октябрь) — селище у Липецькому районі Липецької області Російської Федерації.
Населення становить 3  особи. Належить до муніципального утворення Лубновська сільрада.

## Історія
З 13 червня 1934 до 1954 року у складі Воронезької області. Відтак входить до складу Липецької області.
Згідно із законом від 2 липня 2004 року №114-оз органом місцевого самоврядування є Лубновська сільрада.

## Населення
| 2010 | 2012 |
| ---- | ---- |
| 4    | ↘3   |